# Прохіндіада, або Біг на місці
«Прохіндіада, або Біг на місці» (рос. «Прохиндиада, или Бег на месте») — російський радянський художній фільм 1984 року, трагікомедія режисера Віктора Трегубовича.

## Зміст
Сан Санич Лобомудров належить до одного з найбільш успішних типів радянських громадян. У нього приголомшливий талант знаходити дефіцитні речі, а також заводити корисні знайомства. Він постійно робить взаємовигідні угоди зі своїми товаришами. Та новий начальник Лобомудрова недолюблює подібних слизьких людей. Фіаско чекає Сан Санича і в спробі влаштувати особисте життя доньки, через що він потрапляє в скрутне становище. Та й остання його афера з тріском провалюється і відкриває йому очі на те, що всі його товариші не допоможуть йому у важку хвилину.

## Ролі
- Олександр Калягін — Сан Санич Любомудров
- Людмила Гурченко — Катерина Іванівна
- Тетяна Догілева — Марина
- Ірина Димченко — Наташа, коханка Сан Санича
- Віктор Зозулін — Віктор Вікторович
- Ігор Горбачов — Михайло Михайлович
- Микола Ісполатов — Платон
- Ігор Нефьодов — Славік
- Володимир Сошальський — Тимофій Тимофійович
- Валентин Смирнитський — Олег Арбатов
- Валентина Ковель — Маргарита
- Микола Ситін — Андрій Захарович
- Юрій Демич — слідчий
- Юрій Кузнецов — Володя (у титрах не зазначений)
- Ігор Дмитрієв — людина в лазні
- Олексій Жарков — офіціант Коля
- Людмила Ксенофонтова — гостя на весіллі
- Людмила Максакова — ректор Марія Микитівна
- Федір Одиноков — Федір Іванович
- Анатолій Равикович — тамада
- Марина Трегубович — Капа
- Євген Євстигнєєв — глядач у залі (в титрах не вказаний)
- Олександр Іванов — глядач у залі (в титрах не вказаний)
- Віктор Степанов — епізод

## Знімальна група
- Режисер: Віктор Трегубович
- Сценарист: Анатолій Гребнєв
- Оператор: Валерій Мюльгаут
- Композитор: Олексій Рибников
- Художник: Володимир Костін

## Художні особливості
Історично фільм «Прохіндіада, або Біг на місці» цікавий приналежністю до різножанрового ряду кіно- і телефільмів («Огарьова, 6», «Петля», «Блондинка за рогом», «Вокзал для двох», «Кін-дза-дза» та ін.), випущених приблизно у передперебудовне п'ятиріччя, в яких досить різко говорилося про непрозорість і корумпованість радянського суспільства, гостроту побутових проблем «розвиненого соціалізму», а також про широту присутності в радянському житті «дна» і криміналу.

## Цікаві факти
- Час дії фільму — зима. На тумбочці ж у начальниці у вазі стоїть гілка бузку.